# Szilágyi Dezső (bábművész)
Szilágyi Dezső (Gyula, 1922. augusztus 22. – Budapest, 2010. március 8.) Kossuth-díjas magyar bábművész, szakíró.

## Életpályája
Szilágyi János és Tóth Erzsébet házasságából született. Felsőfokú tanulmányokat a budapesti egyetem Bölcsészettudományi Karán folytatott (1940-41), majd Eötvös kollégistaként 1942–48 között a Jogtudományi Karon jogi diplomát szerzett.
1947–48-ban a Tolna Megyei Kis Újságot szerkesztette, 1952–1958 között a Népművelési Intézetben volt szerkesztő és lektor. 1958–1992-ig az Állami Bábszínház művészeti igazgatójaként működött, nevéhez kötődik a bábszínház fénykora, számos jeles bábművész dolgozott az intézményben, köztük Ország Lili festő, grafikus, bábtervező és díszlettervező, Román Kati bábművész, Szakály Márta színpadi és bábszínésznő, Gyurkó Henrik bábművész igazgatóhelyettese is volt (1988–1992) Szilágyi Dezsőnek.
Szilágyi Dezső nemzetközi hírű bábesztétikai szakíróként működött, több nyelven (angol, német) publikált. Az UNIMA (Union Internationale de la Marionnette=Nemzetközi Bábművész Szövetség) elnökségi tagja, magyarországi központjának elnöke volt.

## Családja
Nős volt, házasságából egy gyermek született: Katalin.

## Adaptációi
Gyermekdarabok mellett számos felnőtteknek készült alkotásnak is elkészítette bábszínházi adaptációját.
- William Shakespeare: Szentivánéji álom
- Vörösmarty Mihály: Csongor és Tünde
- Kodály Zoltán: Háry János
- Szilágyi Dezső: Ezüstfurulya
- Petőfi Sándor–Szilágyi Dezső: János vitéz
- Ligeti György–Szilágyi Dezső: Aventures
- Benjamin Britten–Szilágyi Dezső: A pagodák hercege
- Grimm fivérek: Jancsi és Juliska
- Andersen: A bűvös tűzszerszám
- Csajkovszkij: Diótörő
- Bartók Béla–Balázs Béla: A fából faragott királyfi
- Stravinsky: Petruska, A katona története
- Bartók Béla–Lengyel Menyhért: A csodálatos mandarin

## Kötetei (válogatás)
- Bábjáték az iskolában (1954)
- A bábjátszás Magyarországon (szerk., 1955)
- A bábjáték műfaji sajátosságai (1960)
- Zene és bábszínpad (társszerzővel, 1971)
- A mai magyar bábszínház (társszerzővel, 1977)
- A bábuk különös világa : kiállítás a Vigadó Galériában, a Magyar Népköztársaság Művészeti Alapjának kiállító termében az Állami Bábszínház előadásainak bábuiból és díszleteiből : 1983, augusztus 11 - szeptember 4 / [rend. Koós Iván] ; [a katalógust szerk. Selmeczi Elek] ; (bev. Szilágyi Dezső, 1983)
- [Puppet art at the turn of millenium] / edited by Dezső Szilágyi ; published by the Hungarian Centre of UNIMA, 1996.
- A bábjátszás Magyarországon : Szakmai konferencia és kiállítás a Magyar Millennium alkalmából : Budapest, 2000. március 18. [kiad. az UNIMA Magyar Központja] (szerk., 2000)

## Díjai, elismerései
- Érdemes művész (1962)
- Kiváló művész (1973)
- Kossuth-díj (1980)
- Pro Urbe Budapest-díj (1988)
- Hevesi Sándor-díj (2001)